# Hans H. Steinberg
Hans H. Steinberg (* 1950) ist ein deutscher Film- und Fernsehschauspieler.

## Leben
Steinberg absolvierte eine Schauspielausbildung im „West Coast Actors Studio“ in Vancouver. Im Jahr 1993 spielte Steinberg in der Serie Der Fahnder mit und war ab dieser Zeit in Serien wie zum Beispiel Ein starkes Team, Marienhof, Die Rosenheim-Cops, SOKO 5113 und Sturm der Liebe zu sehen, sowie in Filmen für TV und Kino. Im Film Der Untergang übernahm er die kurze Rolle des Generals Karl Koller.
Steinberg ist auch als Theaterschauspieler tätig, in der Spielzeit 2009/2010 spielte er in Schillers Drama Die Räuber die Rolle des Maximilian von Moor.
Davor arbeitete er von 1983 bis 1987 im TIK-Theater in München und ging dann mit diversen Stücken auf Tournee.
Außerdem spielte er in den Jahren 1993 und 1994 sowie 1998 bei der Karl-May-Spielen in Bad Segeberg mit. Im Sommer 2014 wirkte Hans H. Steinberg bei den Störtebeker-Festspielen in Ralswiek auf der Insel Rügen mit.

## Filmografie

### Film
- 1987: Stadtrand
- 1988: Schade Josie
- 1990: The Indian
- 1993: Der Kinoerzähler
- 1999: Almost
- 2004: Der Untergang
- 2004: Kammerflimmern
- 2011: The Evidence
- 2014: Die Verantwortlichen
- 2015: Monopoly
- 2018: Die Goldfische

### Fernsehen (Auswahl)
- 1991: Hafendetektiv, ARD
- 1992: Sterne des Südens, ARD
- 1993: Blank Meier Jensen, ARD
- 1993: Der Fahnder, ARD
- 1994: Berlin Break, RTL
- 1994: Notärztin, Pro7
- 1995: Ehen vor Gericht(Folge 78)
- 1995: Die Wache, RTL
- 1996: Aus heiterem Himmel, ZDF
- 1996: Ein starkes Team, ZDF
- 1997: Aus heiterem Himmel, ZDF
- 1998: Mobbing Girls, ARD
- 1999: Großstadtrevier, NDR
- 2000: Der Doc, SAT 1
- 2000: Absolut das Leben, ARD
- 2001: So schnell Du kannst, ZDF
- 2003: Rosenheim-Cops, ZDF
- 2004: Klinikum Berlin Mitte, RTL
- 2006: SOKO 5113, ZDF
- 2007: Lilly Schönauer, ZDF
- 2007: Die Frauen der Parkallee, ZDF
- 2008: Soko 5113, ZDF
- 2009:/2008 Marienhof, ARD
- 2010: Sturm der Liebe, ARD
- 2012: Der Kaktus, ARD/ORF
- 2013: Die Chefin, ZDF
- 2015: Schon geerbt, ARD/Degeto
- 2016: Das Ende der Romanows, ZDF
- 2017: 2 Sturköpfe im Dreivierteltakt, ARD
- 2017: SOKO Stuttgart, ZDF